# GRPC
gRPC est un framework RPC (Remote procedure call) open source initialement développé par Google. Il utilise le protocole HTTP/2 pour le transport, Protocol Buffers comme langage de description d'interface (IDL :  interface description language), et offre des fonctionnalités telles que l'authentification, la transmission bidirectionnelle et le contrôle de flux, par le blocage ou non des communications par annulation ou délais d'attente. Il permet la construction de liaisons client/serveur multiplateforme pour de nombreux langages.

## Exemple de description d'interface
```
// The greeting service definition.

service
 
Greeter
 
{

  
// Sends a greeting

  
rpc
 
SayHello
 
(
HelloRequest
)
 
returns
 
(
HelloReply
)
 
{}

}

// The request message containing the user's name.

message
 
HelloRequest
 
{

  
string
 
name
 
=
 
1
;

}

// The response message containing the greetings

message
 
HelloReply
 
{

  
string
 
message
 
=
 
1
;

}

```